# Cyanocorax yncas
Cyanocorax yncas, зелена сойка е вид птица от семейство Вранови (Corvidae). Видът е незастрашен от изчезване.

## Разпространение
Разпространен е в Белиз, Боливия, Колумбия, Еквадор, Гватемала, Хондурас, Мексико, Никарагуа, Перу, САЩ и Венецуела.